# Weinbau in Delaware
Weinbau in Delaware  bezeichnet den Weinbau im amerikanischen Bundesstaat Delaware. Gemäß US-amerikanischem Gesetz ist jeder Bundesstaat und jedes County eine geschützte Herkunftsbezeichnung und braucht nicht durch das Bureau of Alcohol, Tobacco, Firearms and Explosives als solche anerkannt zu werden.
Der Weinbau steht aufgrund des nahezu warmfeuchten Tropenklimas erst am Anfang: registriert sind lediglich zwei Weingüter, die neben Wein aus Reben auch Fruchtweine produzieren.
Der Weinbau geht auf schwedische Siedler im Jahr 1638 zurück.